# Eleccions al Consell General d'Aran
Les eleccions al Consell General d'Aran són convocades cada quatre anys, en la mateixa data que les eleccions municipals, per a renovar el Consell General d'Aran, òrgan de govern i d'administració de la Vall d'Aran i que és integrat pel Síndic d'Aran i pels consellers generals.

## Convocatòria
Les eleccions han de convocar-se el mateix dia de les eleccions municipals, el darrer diumenge de maig de cada quadre anys, segons estableix l'article 14.2 de la Llei 16/1991, i és convocada per la Generalitat de Catalunya. Les eleccions es realitzen mitjançant sufragi universal de llistes tancades, segons la fórmula electoral de la regla D'Hondt i amb un llindar electoral del 3% dels vots vàlids per circumscripció.
Les primeres se convocaren el 20 de maig de 1991.

## Circumscripcions electorals
La Vall d'Aran es divideix en sis circumscripcions, corresponents als sis terçons històrics de Pujòlo, Arties e Garòs, Castièro, Marcatosa, Irissa i Quate Lòcs. I el Consell General està integrat per 13 membres, distribuïts per terçons:
- Pujòlo: 2 consellers
- Arties e Garòs: 2 consellers
- Castièro: 4 consellers
- Marcatosa: 1 conseller
- Irissa: 1 conseller
- Quate Lòcs: 3 consellers